# Lõi Mặt Trời
1. Lõi
2. Vùng bức xạ
3. Vùng đối lưu
4. Quang quyển
5. Thiên sắc cầu
6. Vòng ánh sáng
7. Vết đen mặt trời
8. Hạt
9. Tai lửa

- Hạt
- Vết đen Mặt Trời
- Quang quyển
- Thiên sắc cầu
- Vùng đối lưu
- Vùng bức xạ
- Vùng tự xoay chênh lệch
- Lõi Mặt Trời
- Vành nhật hoa
- Lóe sáng Mặt Trời
- Tai lửa Mặt Trời
- Gió Mặt Trời

Cấu trúc của Mặt Trời, một ngôi sao loại G: Không có nhãn: Gió Mặt Trời.

Lõi Mặt Trời được coi là trải rộng từ tâm đến khoảng 0,20-0,25 lần bán kính Mặt Trời. Nó là phần nóng nhất của Mặt Trời và hệ Mặt Trời. Nó có mật độ 150 g/cm³ (150 lần mật độ nước lỏng) và nhiệt độ 15 triệu kelvin (15 triệu độ C, 27 triệu độ F) tại tâm.
Lõi bao gồm plasma nóng, đậm đặc (bao gồm các ion và electron), ở áp suất ước tính là 265 tỷ bar (3,84 nghìn tỷ psi hay 26,5 peta pascal (PPa)) tại tâm. Do phản ứng hợp hạch, thành phần của plasma mặt trời giảm từ 68-70% hydro theo khối lượng ở lõi ngoài, xuống còn 33% hydro ở lõi trong/tâm Mặt Trời.
Phần lõi bên trong 0,20 bán kính mặt trời chứa 34% khối lượng của Mặt Trời, nhưng chỉ chiếm 0,8% thể tích của Mặt Trời. Bên trong bán kính 0,24 là phần lõi tạo ra 99% năng lượng nhiệt hạch của Mặt Trời. Có hai phản ứng khác nhau trong đó 4 hạt nhân hydro có thể cuối cùng tạo thành 1 hạt nhân heli: đó là phản ứng chuỗi proton-proton chịu trách nhiệm cho hầu hết năng lượng được giải phóng của Mặt Trời và chu trình CNO.

## Thành phần
Mặt Trời tại quang quyển có khoảng 73-74% theo khối lượng là hydro, tương tự về thành phần như khí quyển của Sao Mộc và như thành phần nguyên thủy của hydro và heli khi hình thành sao sớm nhất sau Vụ Nổ Lớn. Tuy nhiên, khi độ sâu vào trong Mặt Trời tăng lên, phản ứng tổng hợp làm giảm tỷ lệ hydro. Đi vào bên trong, phần khối lượng hydro bắt đầu giảm nhanh sau khi đạt tới bán kính lõi (vẫn còn khoảng 70% tại bán kính bằng 25% bán kính Mặt Trời) và bên trong phần này thì phần hydro giảm nhanh khi đi ngang qua lõi, cho đến khi nó đạt mức thấp khoảng 33% hydro tại tâm Mặt Trời (bán kính bằng 0). Tất cả trừ 2% khối lượng plasma còn lại (nghĩa là 65%) là heli, ở tâm của Mặt Trời.

## Chuyển đổi năng lượng
Khoảng 3,7 × 10 38 proton (hạt nhân hydro), hoặc khoảng 600 triệu tấn hydro, được chuyển đổi thành hạt nhân heli mỗi giây giải phóng năng lượng 3,86 × 10 26 joule mỗi giây.
Lõi tạo ra gần như toàn bộ nhiệt của Mặt Trời thông qua phản ứng hợp hạch: phần còn lại của ngôi sao được làm nóng bằng cách truyền nhiệt ra ngoài từ lõi. Năng lượng được tạo ra từ phản ứng hợp hạch trong lõi, ngoại trừ một phần nhỏ do neutrino mang đi, phải truyền qua nhiều lớp kế tiếp đến quang quyển mặt trời trước khi thoát vào không gian dưới dạng ánh sáng mặt trời, hoặc dưới dạng động năng hoặc nhiệt năng của các hạt. Sự chuyển đổi năng lượng trên mỗi đơn vị thời gian (công suất) của phản ứng hợp hạch trong lõi thay đổi theo khoảng cách từ tâm mặt trời. Tại tâm của Mặt Trời, mật độ công suất hợp hạch được ước tính bởi các mô hình là khoảng 276,5 W/m³. Mặc cho nhiệt độ rất cao, mật độ phát sinh công suất cực đại của lõi về tổng thể là tương tự như của một đống phân ủ đang hoạt động và thấp hơn mật độ công suất được tạo ra bởi quá trình trao đổi chất của một người trưởng thành. Mặt Trời nóng hơn nhiều so với đống phân ủ là do dung lượng khổng lồ và độ dẫn nhiệt hạn chế của nó.
Các công suất đầu ra thấp xảy ra bên trong lõi nhiệt hạch của Mặt Trời có thể gây ngạc nhiên, khi xét tới công suất lớn có thể dự đoán bằng ứng dụng đơn giản của định luật Stefan-Boltzmann cho nhiệt độ từ 10 đến 15 triệu kelvin. Tuy nhiên, các lớp của Mặt Trời đang phát xạ ra các lớp bên ngoài có nhiệt độ chỉ thấp hơn một chút và chính sự chênh lệch năng lượng phát xạ giữa các lớp quyết định việc tạo và truyền năng lượng ròng trong lõi Mặt Trời.
Ở 19% bán kính Mặt Trời, gần rìa lõi, nhiệt độ là khoảng 10 triệu kelvin và mật độ năng lượng hợp hạch là 6,9 W/m³, bằng khoảng 2,5% giá trị tối đa tại tâm Mặt Trời. Mật độ ở đây là khoảng 40 g/cm³, hay khoảng 27% so với tâm. Khoảng 91% năng lượng mặt trời được sản xuất trong bán kính này. Trong vòng 24% bán kính (bên ngoài "lõi" theo một số định nghĩa), 99% năng lượng mặt trời được tạo ra. Vượt quá 30% bán kính Mặt Trời, nơi nhiệt độ là 7 triệu K và mật độ đã giảm xuống 10 g/cm³, tốc độ hợp hạch gần như bằng không. Có hai phản ứng riêng biệt trong đó 4 hạt nhân H cuối cùng có thể dẫn đến 1 hạt nhân He: là "phản ứng chuỗi proton-proton" và "chu trình CNO (xem dưới đây).

## Phản ứng chuỗi proton-proton

Phản ứng chuỗi proton-proton.

Phản ứng đầu tiên trong đó 4 hạt nhân H cuối cùng có thể tạo ra 1 hạt nhân He được gọi là phản ứng chuỗi proton-proton, là:
{\displaystyle \left\{{\begin{aligned}&&{}^{1}\!\mathrm {H} +^{1}\!\mathrm {H} &\rightarrow {}^{2}\!\mathrm {D} +e^{+}+\nu _{e}\\{\text{then}}&&{}^{2}\!\mathrm {D} +{}^{1}\!\mathrm {H} &\rightarrow {}^{3}\!\mathrm {He} +\gamma \\{\text{then}}&&{}^{3}\!\mathrm {He} +{}^{3}\!\mathrm {He} &\rightarrow {}^{4}\!\mathrm {He} +{}^{1}\!\mathrm {H} +{}^{1}\!\mathrm {H} \\\end{aligned}}\right.}
Chuỗi phản ứng này được cho là quan trọng nhất trong lõi mặt trời. Thời gian đặc trưng cho phản ứng đầu tiên là khoảng 1 tỷ năm ngay cả ở mật độ và nhiệt độ cao của lõi, do sự cần thiết để lực yếu gây ra phân rã beta trước khi các nucleon có thể bám chặt vào (điều hiếm khi xảy ra trong thời gian chúng chui hầm về phía nhau đủ gần để điều đó xảy ra). Ngược lại, thời gian mà deuteri và heli-3 trong các phản ứng tiếp theo kéo dài chỉ khoảng 4 giây và 400 năm. Những phản ứng kế tiếp này tiến hành thông qua lực hạt nhân và do đó nhanh hơn nhiều. Tổng năng lượng được giải phóng bởi các phản ứng này khi biến 4 nguyên tử hydro thành 1 nguyên tử heli là 26,7 MeV.

## Chu trình CNO

Chu trình CNO.

Chuỗi phản ứng thứ hai, trong đó 4 hạt nhân H cuối cùng có thể tạo ra 1 hạt nhân He được gọi là chu trình CNO tạo ra ít hơn 10% tổng năng lượng mặt trời. Điều này liên quan đến các nguyên tử cacbon không được tiêu thụ trong quy trình tổng thể. Các chi tiết của chu trình CNO này như sau:
{\displaystyle \left\{{\begin{aligned}&&{}^{12}\!\mathrm {C} +{}^{1}\!\mathrm {H} &\rightarrow {}^{13}\!\mathrm {N} +\gamma \\{\text{then}}&&{}^{13}\!\mathrm {N} &\rightarrow {}^{13}\!\mathrm {C} +e^{+}+\nu _{e}\\{\text{then}}&&{}^{13}\!\mathrm {C} +{}^{1}\!\mathrm {H} &\rightarrow {}^{14}\!\mathrm {N} +\gamma \\{\text{then}}&&{}^{14}\!\mathrm {N} +{}^{1}\!\mathrm {H} &\rightarrow {}^{15}\!\mathrm {O} +\gamma \\{\text{then}}&&{}^{15}\!\mathrm {O} &\rightarrow {}^{15}\!\mathrm {N} +e^{+}+\nu _{e}\\{\text{then}}&&{}^{15}\!\mathrm {N} +{}^{1}\!\mathrm {H} &\rightarrow {}^{12}\!\mathrm {C} +{}^{4}\!\mathrm {He} +\gamma \\\end{aligned}}\right.}
Quá trình này có thể được hiểu rõ hơn bởi hình ảnh bên phải, bắt đầu từ đỉnh theo chiều kim đồng hồ.

## Cân bằng
Tốc độ phản ứng hợp hạch phụ thuộc mạnh vào mật độ. Do đó, tốc độ hợp hạch trong lõi ở trạng thái cân bằng tự điều chỉnh: tốc độ hợp hạch cao hơn một chút sẽ khiến lõi nóng lên nhiều hơn và giãn nở một chút so với trọng lượng của các lớp bên ngoài. Điều này sẽ làm giảm tốc độ hợp hạch và điều chỉnh sự nhiễu loạn; và tốc độ thấp hơn một chút sẽ làm cho lõi nguội đi và co lại một chút, làm tăng tốc độ hợp hạch và một lần nữa đưa nó trở lại mức hiện tại.
Tuy nhiên, Mặt Trời dần trở nên nóng hơn trong thời gian trên chuỗi chính, vì các nguyên tử heli trong lõi nặng hơn các nguyên tử hydro mà từ đó chúng được hợp thành. Điều này làm tăng áp lực hấp dẫn lên lõi, được chống lại bằng sự gia tăng dần dần tốc độ xảy ra phản ứng hợp hạch. Quá trình này tăng tốc theo thời gian do lõi dần trở nên đặc hơn. Người ta ước tính rằng Mặt Trời đã trở nên 30% sáng chói hơn trong 4,5 tỷ năm qua và sẽ tiếp tục tăng độ sáng thêm 1% sau mỗi 100 triệu năm.

## Truyền năng lượng
Các photon năng lượng cao (tia gamma) được giải phóng trong các phản ứng hợp hạch có những đường dẫn gián tiếp đến bề mặt của Mặt Trời. Theo các mô hình hiện tại, sự tán xạ ngẫu nhiên từ các electron tự do trong vùng bức xạ mặt trời (vùng nằm trong 75% bán kính mặt trời, nơi truyền nhiệt bằng bức xạ) đặt thang đo thời gian khuếch tán photon (hay "thời gian di chuyển photon") từ lõi đến rìa ngoài của vùng bức xạ vào khoảng 170.000 năm. Từ đó, chúng băng qua vùng đối lưu (25% khoảng cách còn lại từ tâm Mặt Trời), nơi quá trình truyền nhiệt chiếm ưu thế chuyển thành đối lưu và tốc độ nhiệt di chuyển ra ngoài trở nên nhanh hơn đáng kể.
Trong quá trình truyền nhiệt từ lõi sang quang quyển, mỗi photon gamma trong lõi Mặt Trời được chuyển đổi trong quá trình tán xạ thành vài triệu photon ánh sáng khả kiến trước khi thoát ra ngoài không gian. Các neutrino cũng được giải phóng bởi các phản ứng nhiệt hạch trong lõi, nhưng không giống như các photon, chúng rất hiếm khi tương tác với vật chất, vì vậy hầu như tất cả đều có thể thoát khỏi Mặt Trời ngay lập tức. Trong nhiều năm, các đo lường số lượng neutrino được tạo ra trong Mặt Trời thấp hơn nhiều so với các dự đoán lý thuyết, một vấn đề gần đây đã được giải quyết thông qua hiểu biết tốt hơn về dao động neutrino.